# Rescate del túnel de Uttarakhand
El 12 de noviembre de 2023, una sección del túnel Silkyara Bend-Barkot, previsto para conectar la carretera nacional 134 en el distrito de Uttarkashi de Uttarakhand, India, se derrumbó mientras estaba en construcción. El colapso se produjo alrededor de las 05:30 IST y atrapó a 41 trabajadores dentro del túnel.
Las operaciones de rescate se lanzaron de inmediato y fueron dirigidas por la Fuerza Nacional de Respuesta a Desastres, la Fuerza Estatal de Respuesta a Desastres, la Policía de Uttarakhand, ingenieros del Cuerpo de Ingenieros del Ejército de la India y el Proyecto Shivalik de la Organización de Carreteras Fronterizas. Numerosos profesionales, incluidos los expertos australianos en túneles Arnold Dix y Chris Cooper, participaron en las tareas de rescate.

## El derrumbe
Aproximadamente a las 05:30 del 12 de noviembre de 2023, se derrumbó una sección del túnel en construcción Silkyara Bend-Barkot. El colapso ocurrió a unos 200 metros (660 pies) de la entrada del túnel, atrapando a 41 trabajadores de la construcción en su interior. Un equipo de geólogos del gobierno estatal de Uttarakhand e instituciones educativas fue enviado al lugar para determinar la posible causa del incidente. Según los investigadores, el túnel no tenía pozos de escape para evacuación en caso de emergencia y estaba construido en una falla geológica.

## Búsqueda y rescate
El gobierno estatal lanzó la Operación Zindagi ("vida") para salvar a los trabajadores atrapados. El 16 de noviembre, se desplegaron dos tuneladoras durante las labores de rescate; la segunda (volada en tres partes) después de que el avance de la primera no fuera lo suficientemente rápido. El equipo de rescate se había puesto en contacto con el equipo que liberó a los estudiantes del desastre de la cueva Tham Luang en Tailandia en 2018.
La perforación entre los escombros del túnel se detuvo el 17 de noviembre después de que se escucharon crujidos. Se habían iniciado túneles de acceso alternativos paralelos y adyacentes al túnel principal existente. Durante la operación se perforaron tres tubos, uno que proporcionaba oxígeno, otro que daba paso a los alimentos y un tubo de 15 centímetros de ancho que se utilizaba para suministrar comida caliente y permitir la inserción de una cámara endoscópica.
Los problemas con la consistencia de los escombros y las obstrucciones provocaron retrasos en la perforación los días 22 y 23 de noviembre, y se requirieron importantes reparaciones en la máquina perforadora y su plataforma de montaje el 23 de noviembre; en esta etapa se creía que las operaciones habían alcanzado el 75% del camino a través de los escombros que obstruían. Un exasesor de la Oficina del Primer Ministro, Bhaskar Khulbe, expresó su esperanza de que la operación de rescate finalizara la tarde del 24 de noviembre y que los trabajadores atrapados fueran evacuados. También afirmó que el Primer Ministro Narendra Modi era muy sensible hacia los trabajadores atrapados en el túnel y estaba recibiendo información detallada todos los días sobre el bienestar de los trabajadores y las operaciones de socorro y rescate en curso en el túnel.
El 25 de noviembre, la operación de rescate se enfrentó a otro revés cuando la tuneladora se rompió y quedó atascada dentro del túnel, obstaculizando el avance de la perforación. El equipo de rescate decidió utilizar herramientas manuales como martillos y cinceles para romper los escombros y llegar a los trabajadores atrapados. Se creía que la perforación había llegado a un punto aproximadamente a 9 metros (30 pies) antes de romperse. Mientras tanto, el experto australiano en túneles Arnold Dix, que formaba parte de la operación de rescate, les informó que debían acercarse con cautela.
El 28 de noviembre, los mineros de las "madrigueras" del equipo de rescate, trabajando manualmente, rompieron el tramo restante de escombros y empujaron una tubería hacia los trabajadores atrapados. El equipo de rescate evacuó a los trabajadores uno por uno en camillas, a lo largo del día, en un proceso que se esperaba que durara varias horas. Más tarde, alrededor de las 20:50 IST del mismo día, el gobierno de Uttarakhand confirmó que los 41 trabajadores habían sido rescatados con éxito. El Ministro Principal de Uttarakhand, Pushkar Singh Dhami, y el ministro de Estado de Transporte por Carretera y Carreteras, V. K. Singh, estuvieron presentes en el lugar dando la bienvenida a los trabajadores rescatados.
Se informó que los trabajadores rescatados gozaban de buena salud y fueron trasladados a un centro médico en Chinyalisaur para una evaluación inicial. Se dispusieron 41 ambulancias para los individuos.  El 29 de noviembre, los 41 trabajadores rescatados fueron trasladados en avión a AIIMS Rishikesh a bordo de un helicóptero Chinook CH-47 de la Fuerza Aérea de la India para una evaluación más exhaustiva.

## Investigación
El gobierno de Uttarakhand ha formado un comité de expertos de seis miembros para investigar la causa del colapso del túnel. El comité está dirigido por el director del Centro de Gestión y Mitigación de Deslizamientos de Tierra de Uttarakhand.
El 22 de noviembre, el Ministerio de Transporte por Carretera y Carreteras dijo en un comunicado que había ordenado a la Autoridad Nacional de Carreteras de la India que realizara una auditoría de seguridad de los 29 túneles actualmente en construcción en todo el país.